# Wernerkapelle (Bacharach)

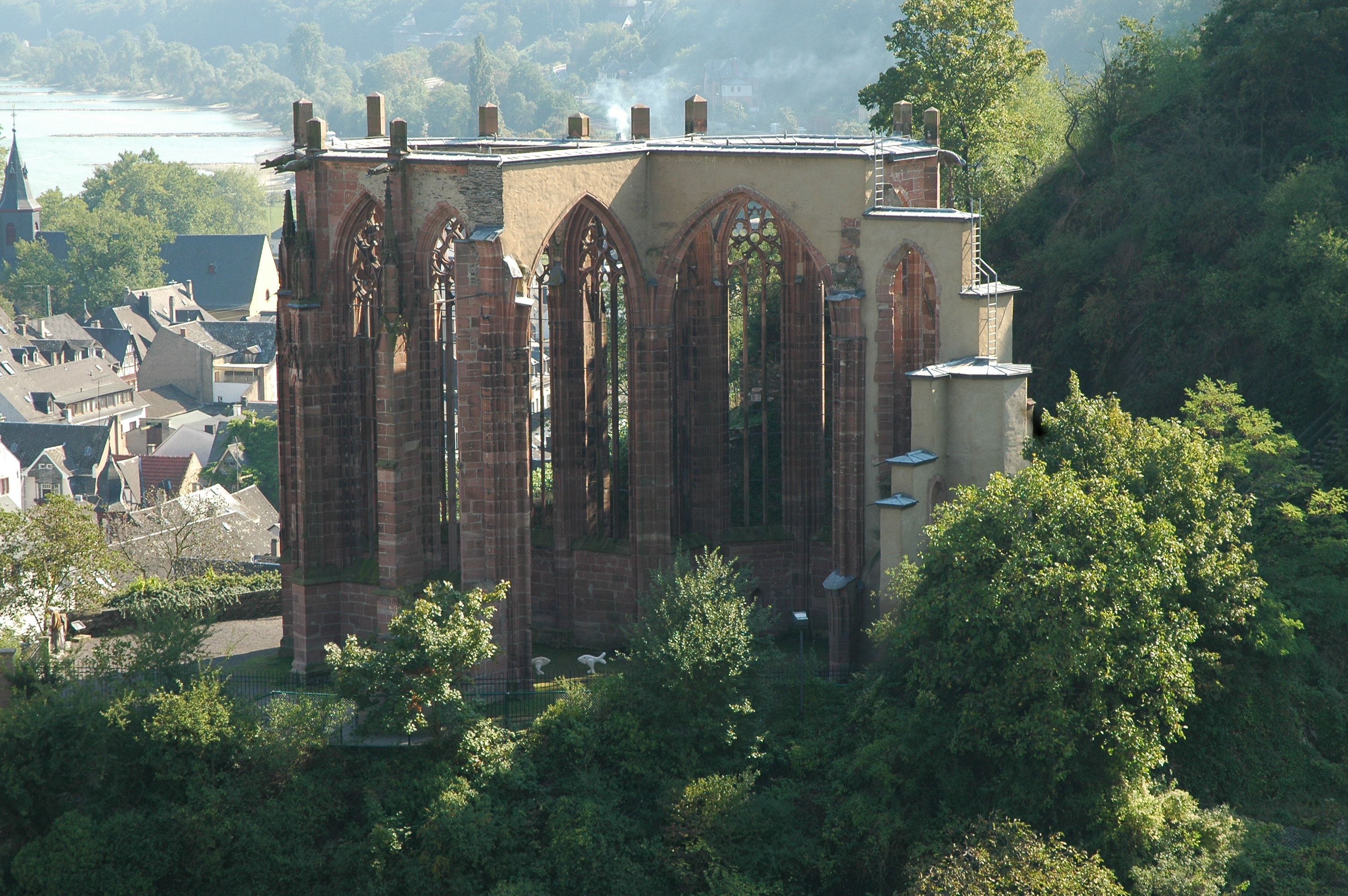
Capilla de Werner en Bacharach en el Rin

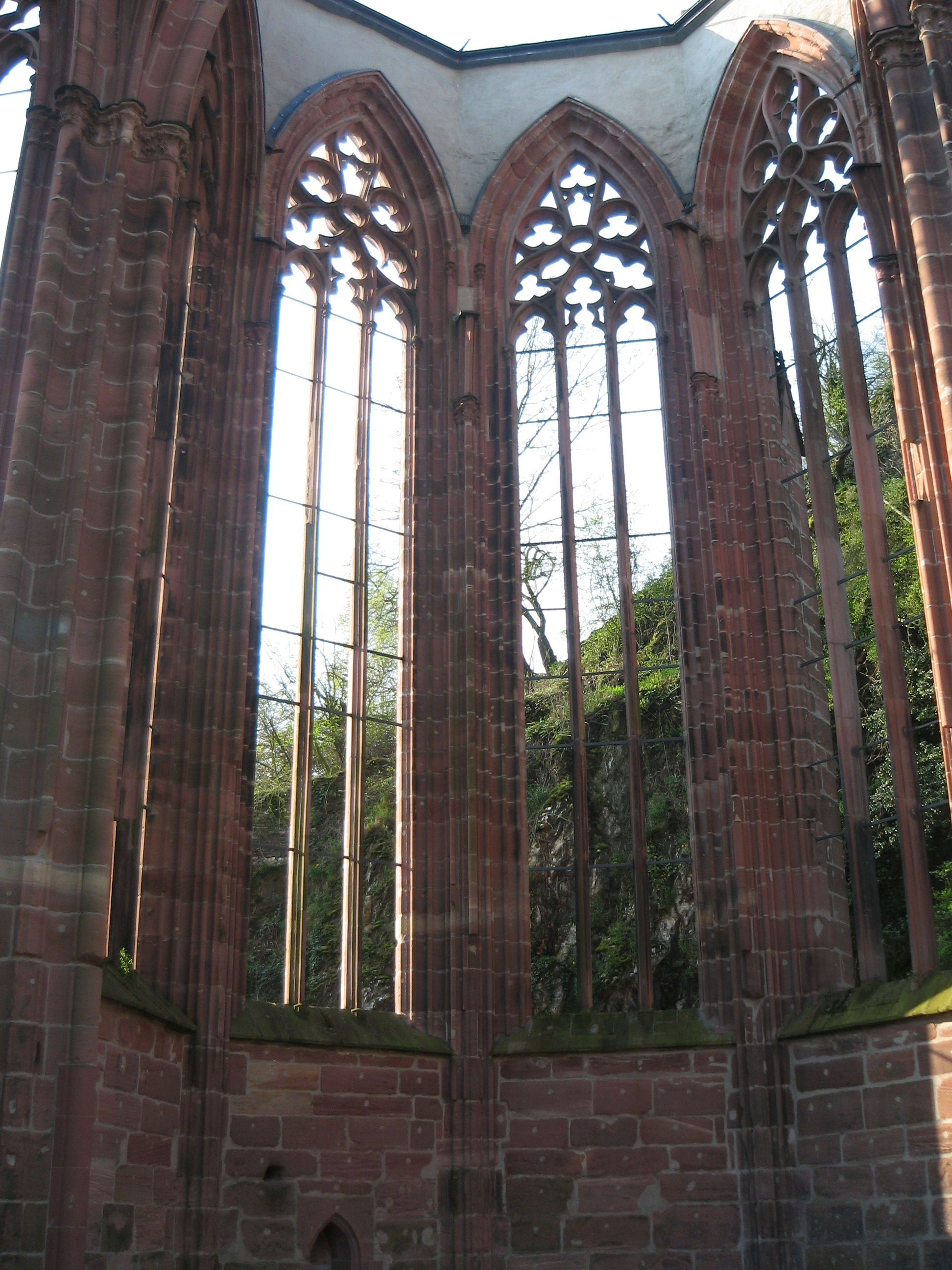
Vista interior de la Capilla Werner con altas ventanas góticas

La Capilla Werner es un hito romántico del Rin de la ciudad de Bacharach am Rhein. Está en el camino de la ciudad al castillo de Stahleck. Es la sucesora de una capilla dedicada a San Kunibert en el mismo sitio.

## Antecedentes

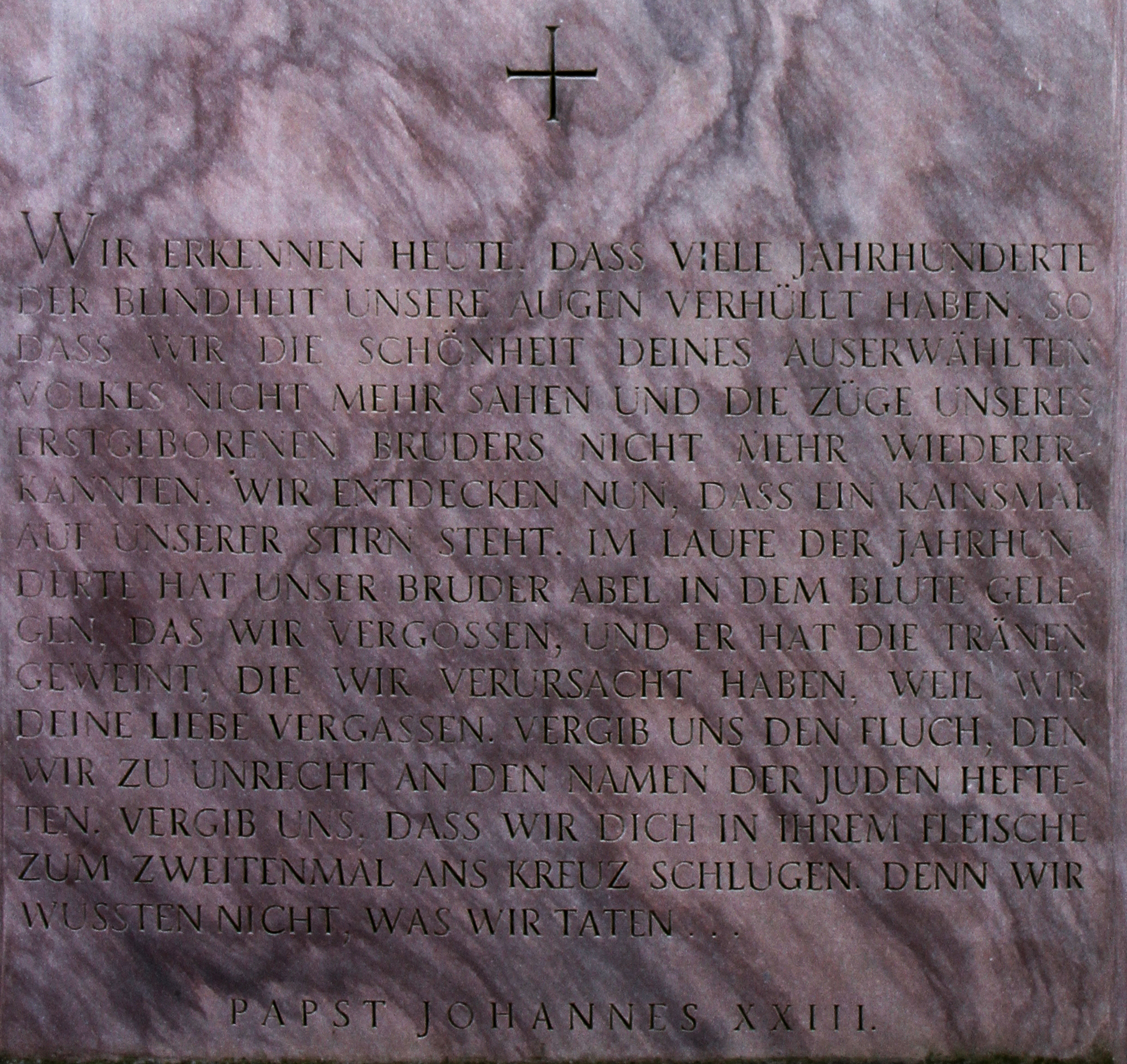
Placa conmemorativa en honor a todas las víctimas del pueblo judío frente a la capilla Werner

Una crónica latina del siglo informa de un supuesto sacrilegio de la hosti, conciudadanos de comunidades judías habían colgado a Werner en Oberwesel por los pies para robar una hostia que estaba a punto de tragar. Luego lo arrojaron al Rin. En Bacharach, donde se dice que el cuerpo fue arrastrado a tierra en 1287, fue enterrado en la capilla Kuniberts, a la que pronto se desarrolló una peregrinación Con las contribuciones de los peregrinos, se construyó la capilla Werner en lugar de la capilla Kunibert. El culto a Werner estaba anclado principalmente en el cristianismo popular. En 1963 fue eliminado del calendario de la diócesis de Trier como santo. Sin embargo, todavía está en las listas alemanas de santos, z. B. en el léxico ecuménico de los santos. En 1996 se adjuntó una placa conmemorativa a la capilla para conmemorar los crímenes inhumanos contra los conciudadanos judíos, con una cita de oración del Papa Juan XXIII., en el que se pide un cambio de mentalidad de los cristianos en su relación con los judíos:

## Historia

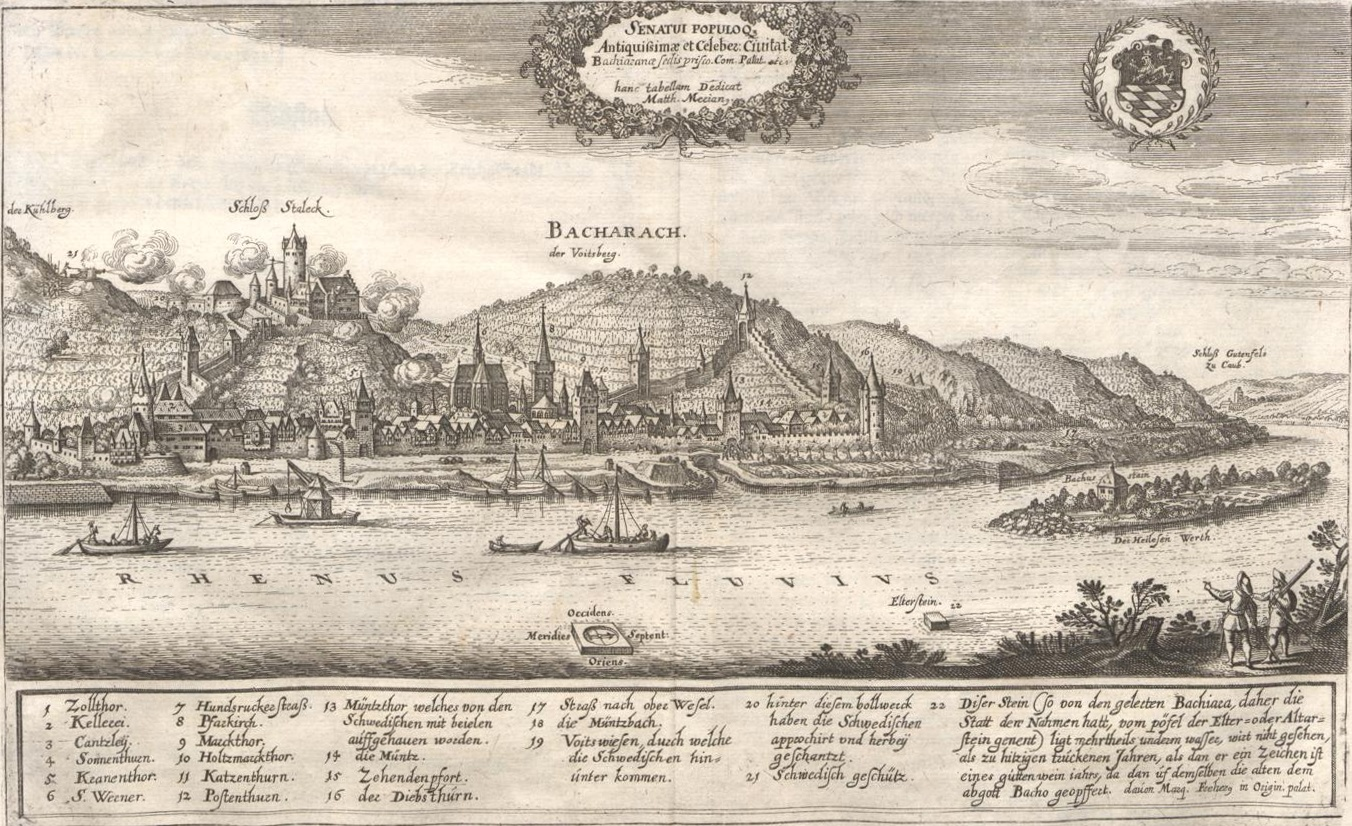
Bacharach 1645 con la Capilla Werner terminada, grabado de Matthäus Merian

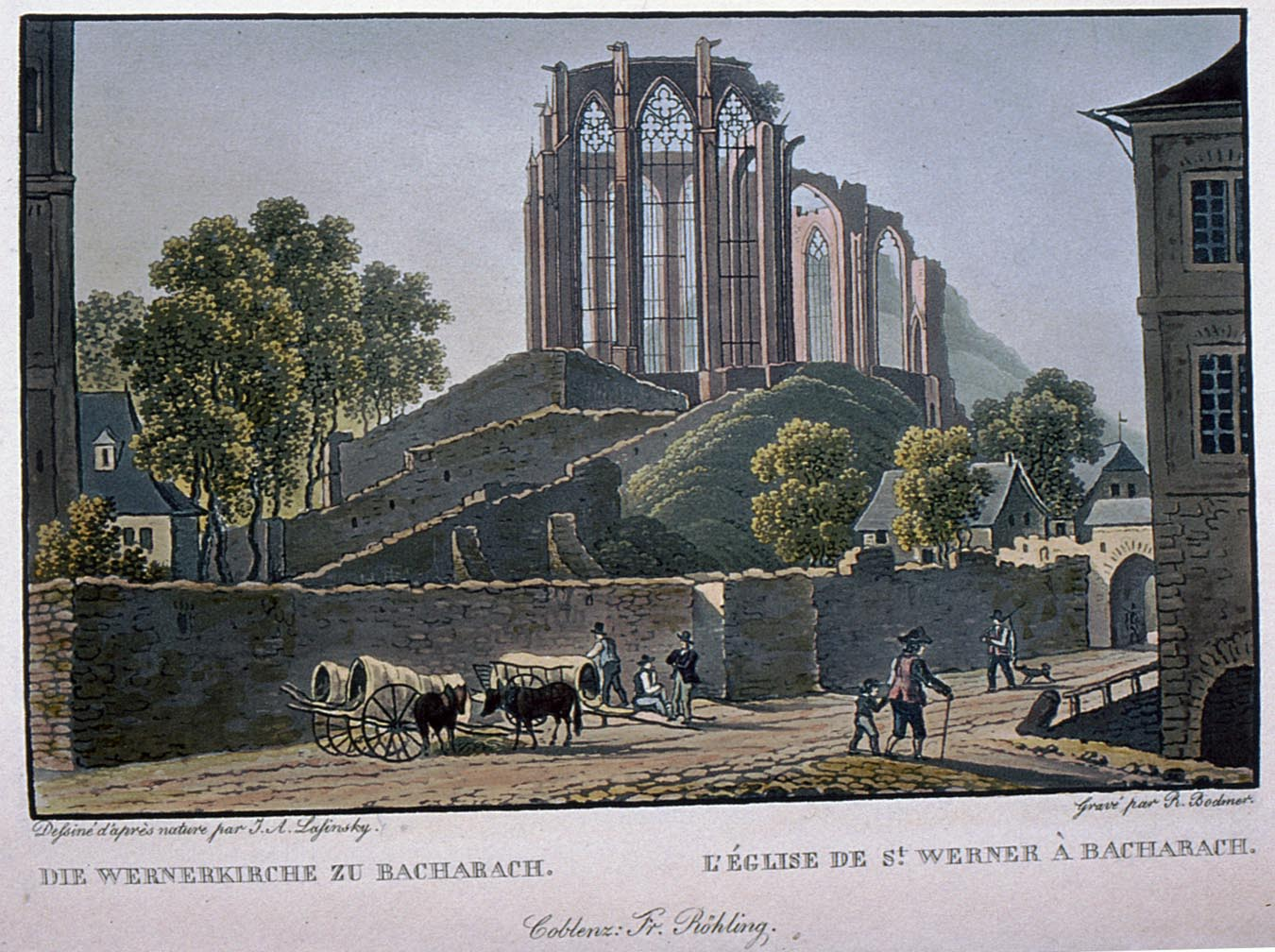
Capilla de Werner alrededor de 1830

Pronto comenzó la construcción de la Capilla Werner en estilo gótico contemporáneo. Ya en 1293 se consagró un altar a Werner en el brazo sur terminado y en 1337 se consagró el coro este. Sin embargo, la capilla solo se completó después de 1426 a instancias del profesor de teología y humanista Winand von Steeg, quien fue pastor en Bacharach desde 1421 hasta 1438. Dos planos arquitectónicos góticos supervivientes de la Capilla Werner, incluido el primer borrador que es un yugo más largo, se refieren al taller Minster en Estrasburgo como el lugar donde se originó el plano y, por lo tanto, a Erwin von Steinbach como autor del plano. Hasta la introducción de la Reforma en Bacharach, la capilla era un popular lugar de peregrinación. En 1685, cuando la dinastía católica de Pfalz-Neuburg heredó el Palatinado, a los pocos católicos de Bacharach se les asignó la capilla como iglesia parroquial, pero ya en 1689, durante la Guerra de Sucesión del Palatinado, la capilla resultó dañada cuando el castillo de Stahleck fue volado y luego cayó en ruinas. En 1759 hubo que demoler el brazo norte por el peligro de derrumbe. En 1787 se retiraron las bóvedas y cubiertas restantes. Con la llegada del romanticismo del Rin, las ruinas recuperaron más interés, lo que también se reflejó en un gran número de representaciones pictóricas en pinturas, dibujos, grabados y finalmente también fotografías tempranas. Como resultado de este "redescubrimiento", las primeras medidas de seguridad se llevaron a cabo en 1847, seguidas más en 1901. Las últimas y más exhaustivas salvaguardas se llevaron a cabo entre 1981 y 1996 porque nuevamente se temía que las ruinas se derrumbaran. Debido a la falta del ábside norte, la estática había cambiado con el tiempo, lo que había provocado profundas grietas en la mampostería, así como una erosión progresiva. El iniciador de la campaña de seguridad fue el "Bauverein Wernerkapelle", que surgió de una iniciativa ciudadana y luego, con la ayuda del propietario, la comunidad católica y el gobierno diocesano, estatal y federal, así como donantes privados, gestionó el 6 medida de un millón de marcos bajo la dirección del maestro de obras de la catedral de Colonia, Arnold Wolff.

## Descripción

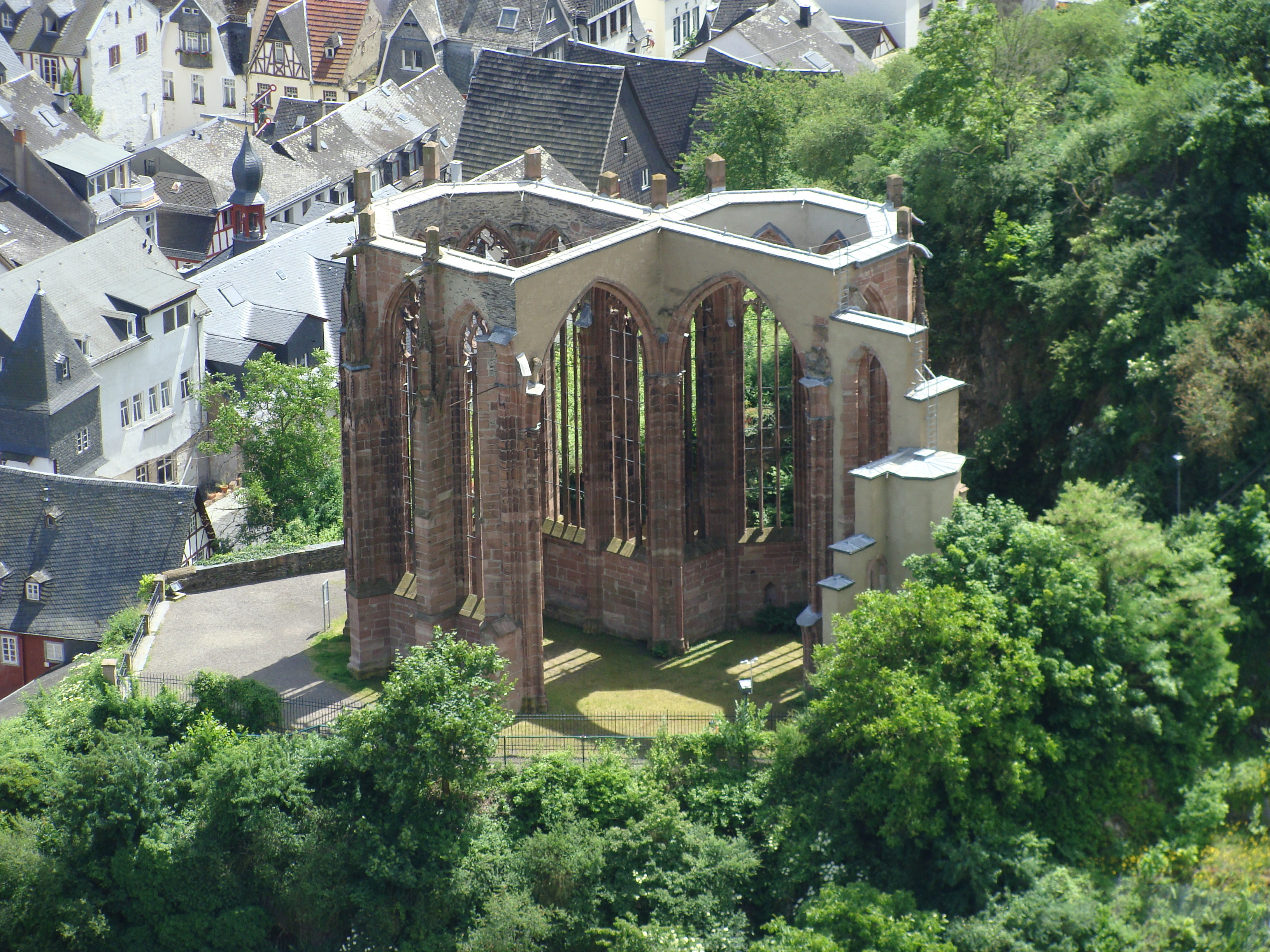
Wernerkapelle 2013, con instalaciones de seguridad claramente reconocibles

La arenisca roja-blanca a roja-amarilla de grano medio a fino con inclusiones terrosas, que probablemente proviene del área inferior del Meno o del noreste del Rin-Palatinado, construida sobre un plano de planta en forma de hoja de trébol, Werner Chapel es considerado por la claridad de la estructura y la belleza de las formas individuales como una de las creaciones más perfectas del gótico renano. En el cruce de la plaza con unos 8,60 m de longitud de lado, ábsides regulares se unen al norte, sur y este. El presbiterio este se prolonga como presbiterio principal por un vano intermedio de la mitad del tamaño del crucero. Posiblemente debido a la estrechez del sitio de construcción, solo se agregó un yugo angosto en el lado occidental. La parte occidental, completada más tarde, consiste casi en su totalidad en pizarra de grauvaca local. Los muros laterales están perforados casi en su totalidad por las altas ventanas de arco apuntado con mesón y cañería, que también tiene un rico tesoro de figuras. La altura total de las ventanas es de unos 12,20 m, la altura del muro al alero unos 18,15 M.

## Werner y Wernerkapelle en el arte

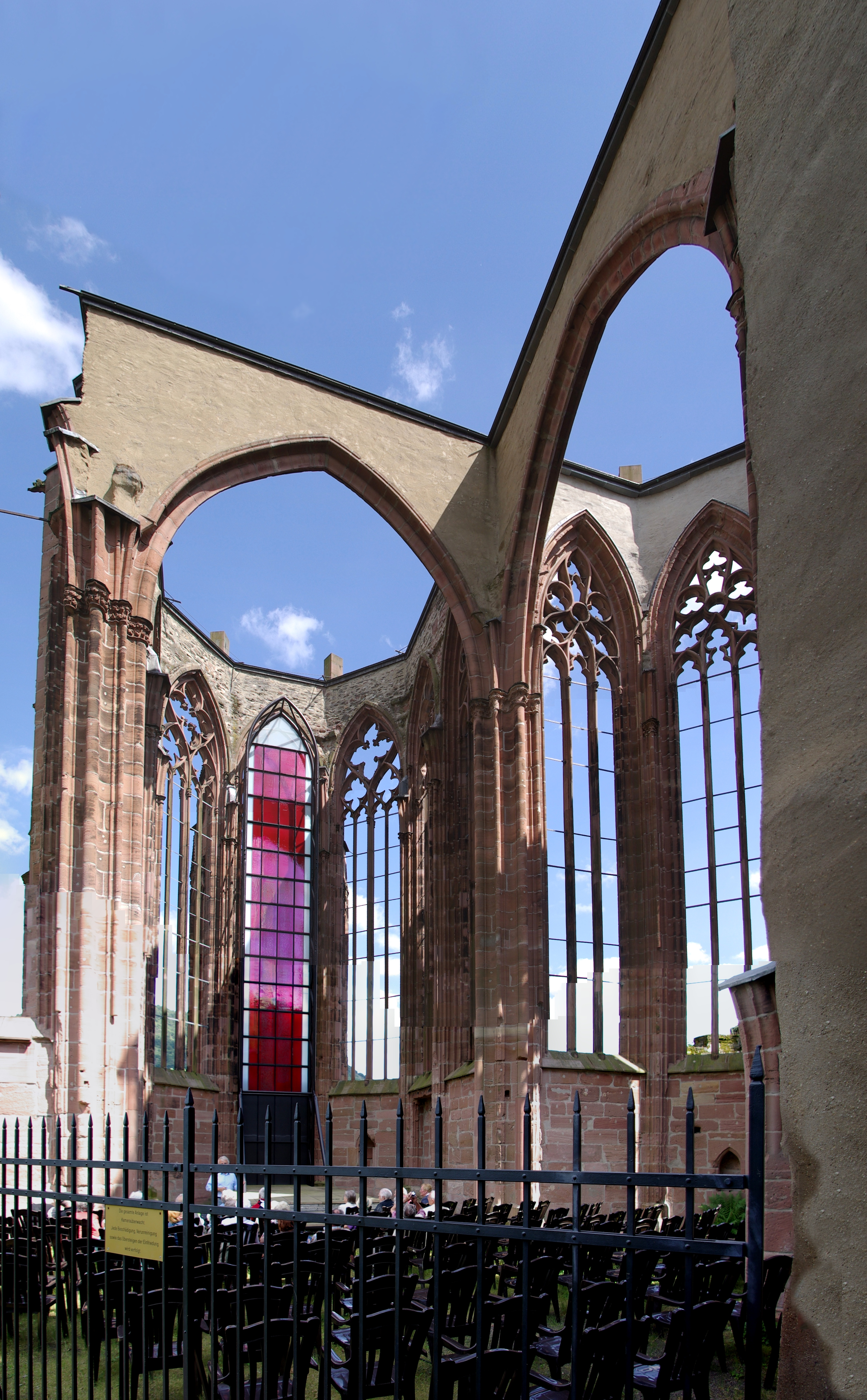
"LA VENTANA - Capilla Werner Bacharach". Instalación temporal de Karl-Martin Hartmann

En 1840, durante su viaje al Rin, Victor Hugo describió la Capilla Werner como "una iglesia del siglo XV". Siglo de arenisca roja, sin puertas, techo y ventanas, un magnífico esqueleto que se alza orgulloso en el cielo".
La instalación de arte temporal "DAS FENSTER - Wernerkapelle Bacharach" del artista Karl-Martin Hartmann convirtió las ruinas en un lugar de encuentro durante tres años para reflexionar sobre la tolerancia y el intercambio de ideas. Se podían leer extractos de la historia de Heinrich Heine "Der Rabbi von Bacherach" en la ventana de vidrio, que brillaba roja desde lejos. La instalación se llevó a cabo sin interferir con la estructura del edificio y duró desde mayo de 2007 hasta mayo de 2010. Durante este tiempo, se llevaron a cabo conferencias periódicas sobre la interacción fraternal entre las religiones y la tolerancia en las ruinas. Los disertantes eran Ud. una. Leo Trepp, Necla Kelek, Ruth Lapide, Gerhart Baum y Heidemarie Wieczorek-Zeul. En el evento de clausura, el rabino Leo Trepp aceptó la primera copia de una documentación sobre el proyecto de arte y la serie de conferencias "con la mayor esperanza de que la Capilla Werner se convierta en un símbolo de amor, tolerancia e igualdad". Otra capilla dedicada a Werner von Oberwesel en el lado de la muralla de la ciudad de Oberwesel que da al Rin fue renovada alrededor de 2001 y reconsagrada en 2008 como la Capilla de la Madre Rosa . Se le dedica una capilla en su lugar de nacimiento.
Heinrich Heine procesó la leyenda en su narrativa fragmentaria Der Rabbi von Bacherach.

## enlaces web
- La Capilla Werner en Bacharach en regionalhistory.net

50.0594722222227.7671111111111Koordinaten: 50° 3′ 34,1″ N, 7° 46′ 1,6″ O
- Datos: Q2563098
- Multimedia: Wernerkapelle (Bacharach) / Q2563098